# Die Eingeweihten von Eleusis
Die Eingeweihten von Eleusis (frz.: Les Compagnons d'Eleusis) ist eine französische Fernsehserie aus dem Jahr 1975. Sie wurde vom 13. Januar bis 8. April 1975 im  Studio Telfrance (Le Perray-en-Yvelines) und in der Umgebung von Paris gedreht und am 26. September 1975 zuerst bei TF1 ausgestrahlt.
Der Journalist Vincent Delamare und seine Freundin Sophie, Tochter eines Bankiers, stoßen auf eine geheime Organisation mit dem Namen Die Eingeweihten von Eleusis, die eine große Menge Gold in den Markt bringt. Sie haben das Geheimnis des Alchemisten Nicolas Flamel ergründet, wie man Blei in Gold verwandeln kann.
Der Vorspann zeigt eine Seite aus dem Mutus Liber.

## Schauspieler
- Bernard Alane: Vincent
- Catherine Sellers: Emmanuelle
- Thérèse Liotard: Sophie
- Hubert Gignoux: Verdier
- Pierre Tabard: Beaumont
- Yves Bureau: Durand
- Marcel Dalio: Mafel